# Christian Aubert
Christian Aubert is een Belgische voormalige taekwondoka.

## Levensloop
Aubert behaalde in 1980 brons op de Europese kampioenschappen te Kopenhagen in de klasse -56kg.

## Palmares
- 1980:  Europees kampioenschap -56kg